# 1716-os busz
Az 1716-os jelzésű autóbusz egy országos autóbuszjárat volt, ami Várpalotát kötötte össze Szombathellyel.
Útvonalának hossza 157,3 km, menetideje 3 óra 27 perc (207 perc) volt.
2020. augusztus 20-ai menetrend módosításokkal került bevezetésre.
Naponta egy járatpár szállította az utasokat.
A 2022. június 16-ai menetrend módosításokkal a Volánbusz Zrt. megszüntette az autóbuszvonalat.

## Megállóhelyei
| 0  | Várpalota, autóbusz-állomás végállomás   | 36 | 10 1189, 1206, 1212, 1215, 1216, 1229, 1529, 1626, 1628, 1734, 1808, 1823, 1853 7311, 7313, 7314, 7315, 7317, 7398, 7501, 7515, 7521, 7528, 7530, 7531, 7532, 7533, 7534, 7538, 7943, 8082 |
| 1  | Várpalota, Szabadság tér                 | 35 | 2, 4, 14 1189, 1212, 1215, 1216, 1229, 1626, 1853 7311, 7313, 7314, 7315, 7317, 7501, 7515, 7521, 7528, 7530, 7531, 7532, 7533, 7534, 7536, 7538, 7943, 8082 |
| 2  | Várpalota, Rákóczi telep                 | ∫  | 1853 7311, 7313, 7314, 7315, 7536, 7943 |
| 3  | Öskü, autóbusz-váróterem                 | 34 | 1189, 1215, 1229, 1529, 1734, 1808, 1823, 1853 7309, 7311, 7313, 7314, 7315, 7398, 7943, 8082 |
| 4  | Veszprém, Viola utca                     | 33 | 6, 25 1189, 1206, 1212, 1215, 1216, 1229, 1529, 1734, 1808, 1823, 1853 7309, 7311, 7313, 7314, 7315, 7316, 7317, 7320, 7321, 7323, 7324, 7326, 7398, 7943, 8082 |
| 5  | Veszprém, autóbusz-állomás               | 32 | 1, 2, 3, 4, 4A, 5, 7, 7A, 10, 12, 12A, 13, 22, 23, 47 1189, 1206, 1212, 1215, 1216, 1229, 1230, 1510, 1513, 1529, 1564, 1592, 1593, 1625, 1628, 1629, 1708, 1720, 1722, 1723, 1728, 1729, 1731, 1732, 1733, 1734, 1735, 1736, 1737, 1738, 1739, 1740, 1742, 1784, 1808, 1823, 1853 5449, 7033, 7300, 7301, 7302, 7303, 7304, 7305, 7306, 7307, 7309, 7311, 7313, 7314, 7315, 7316, 7317, 7318, 7319, 7320, 7321, 7322, 7323, 7324, 7325, 7326, 7332, 7333, 7335, 7341, 7342, 7345, 7348, 7350, 7352, 7353, 7355, 7356, 7357, 7358, 7360, 7361, 7363, 7364, 7366, 7367, 7369, 7370, 7376, 7380, 7381, 7386, 7387, 7389, 7391, 7396, 7397, 7398, 7804, 7941, 7943, 8082 |
| 6  | Veszprém, Jutasi úti lakótelep           | 31 | 1, 2, 10 1722, 1737, 1784 7380, 7381, 7383, 7386, 7387, 7388, 7389, 7391, 7397, 7398, 7804, 7941, 7943 |
| 7  | Veszprém, házgyár                        | 30 | 3, 8, 21 1722, 1729, 1737, 1784 7311, 7315, 7380, 7381, 7383, 7386, 7387, 7388, 7389, 7391, 7396, 7397, 7398, 7804, 7941, 7943 |
| 8  | Veszprém, Henger utca bejárati út        | 29 | 8, 18, 21 1722, 1784 7380, 7381, 7383, 7386, 7387, 7388, 7389, 7391, 7396, 7397, 7398, 7804, 7943 |
| 9  | Veszprém, gyertyánkúti elágazás          | ∫  | 18 7380, 7381, 7383, 7386, 7387, 7388, 7389, 7391, 7396, 7397 |
| 10 | Márkó, Kálvária utca                     | 28 | 1722, 1729, 1737, 1739, 1784 7380, 7381, 7382, 7383, 7386, 7387, 7388, 7389, 7391, 7396, 7397, 7804, 7941, 7943 |
| 11 | Herend, autóbusz-váróterem               | 27 | 1229, 1230, 1564, 1720, 1722, 1723, 1729, 1737, 1739, 1784 7380, 7382, 7383, 7386, 7387, 7388, 7389, 7391, 7396, 7397, 7398, 7804, 7941, 7943 |
| 12 | Városlőd, völgyhíd                       | 26 | 7396, 7397, 7398, 7804 |
| 13 | Kislőd, bejárati út                      | 25 | 7396, 7397, 7398, 7802, 7803, 7804 |
| 14 | Ajka, noszlopi elágazás                  | 24 | 1230, 1627, 1711 7389, 7396, 7397, 7398, 7801, 7802, 7803, 7804, 7805, 7806, 7807, 7808, 7809, 7811, 7843, 7932 |
| 15 | Ajka, lakótelep bejárati út              | 23 | 4 1711 7389, 7396, 7397, 7801, 7802, 7803, 7804, 7805, 7806, 7807, 7808, 7809, 7811, 7843, 7932 |
| 16 | Ajka, autóbusz-állomás                   | 22 | 4, 12, 14 1230, 1569, 1627, 1711, 1737, 1784, 1786 7376, 7386, 7387, 7388, 7389, 7396, 7397, 7398, 7674, 7801, 7802, 7803, 7804, 7805, 7807, 7808, 7809, 7810, 7811, 7812, 7820, 7830, 7832, 7834, 7836, 7840, 7842, 7843, 7844, 7846, 7847, 7852, 7853, 7932 |
| 17 | Ajka, Május 1. tér                       | 21 | 4, 12 1786 7397, 7810, 7812, 7840, 7842, 7844, 7846, 7847, 7852, 7853 |
| 18 | Kolontár, autóbusz-váróterem             | 20 | 1230, 1786 7397, 7398, 7810, 7812, 7840, 7842, 7844, 7846, 7847, 7852, 7853 |
| 19 | Devecser, autóbusz-állomás               | 19 | 1230, 1623, 1639, 1710, 1712, 1713, 1786, 1793, 1794 7397, 7398, 7700, 7701, 7805, 7806, 7807, 7808, 7810, 7811, 7812, 7840, 7842, 7847, 7852, 7853, 7929, 7934, 7936, 7942 |
| 20 | Somlóvásárhely, vasútállomás bejárati út | 18 | 7701, 7806, 7852, 7942 személyvonat, Bakony InterCity |
| 21 | Somlójenő, bejárati út                   | 17 | 7753, 7807, 7852 |
| 22 | Tüskevár, autóbusz-váróterem             | 16 | 7807, 7810, 7812, 7843, 7846, 7852 |
| 23 | Apácatorna, bejárati út                  | 15 | 7752, 7753, 7754, 7807, 7812, 7843, 7846, 7886 |
| 24 | Kamond, Dabrókai csárda                  | 14 | 7846, 7886 |
| 25 | Karakó, bejárati út                      | 13 | 6646 |
| 26 | Jánosháza, autóbusz-váróterem            | 12 | 1664, 1724, 1725, 1727 6646, 6832, 6836, 6840, 7751, 7753, 7781, 7782, 7886 |
| 27 | Kissomlyó, autóbusz-váróterem            | 11 | 1664, 1724 6836 |
| 28 | Borgáta, autóbusz-váróterem              | 10 | 1664 6836 |
| 29 | Borgáta, fürdő                           | 9  | 1664 6836 |
| 30 | Borgáta, autóbusz-váróterem              | 8  | 1664 6836 |
| 31 | Sárvár, Termálfürdő                      | 7  | 1663, 1670, 1673, 1848 6632, 6759, 6760, 6770, 6773, 6774, 6775, 6782, 7164 |
| 32 | Sárvár, kórház                           | 6  | 1663, 1664, 1670, 1671, 1724, 1725 6632, 6759, 6760, 6770, 6773, 6774, 6775, 6782, 7164 |
| 33 | Sárvár, autóbusz-állomás                 | 5  | 1639, 1663, 1664, 1670, 1671, 1673, 1724, 1725, 1848 6628, 6630, 6632, 6740, 6742, 6744, 6745, 6748, 6753, 6754, 6759, 6760, 6770, 6773, 6774, 6775, 6780, 6781, 6782, 6784, 6790, 7164, 7227 |
| ∫  | Sárvár, Bőrdíszmű                        | 4  | 1663, 1671 6630, 6632, 6780, 6781, 6782, 6784 |
| 34 | Vát, autóbusz-váróterem                  | 3  | 1663, 1664, 1671, 1715, 1848 6620, 6623, 6628, 6632 |
| 35 | Szombathely, TESCO Hipermarket           | 2  | 4H, 5H, 8, 10H, 30Y 1663, 1664, 1715 6620, 6623, 6628, 6630, 6632, 6635, 6660 |
| 36 | Szombathely, vasútállomás                | 1  | 1U, 2A, 2C, 3H, 5, 5H, 6, 6A, 7, 8, 9H, 10H, 12, 21, 21A, 22, 25, 26, 27, 29A, 29C, 30Y 1636, 1643, 1662, 1663, 1664, 1666, 1669, 1671, 1715, 1727, 1848 6603, 6604, 6605, 6610, 6611, 6616, 6617, 6620, 6623, 6628, 6630, 6635, 6640, 6645, 6648, 6703 személyvonat, Kék Hullám sebesvonat, Pannónia InterRégió, Bakony InterCity, Dráva InterCity, Mura InterCity, Savaria InterCity |
| 37 | Szombathely, autóbusz-állomás végállomás | 0  | 1U, 3A, 4H, 5, 5H, 7H, 8, 9, 9H, 10H, 23, 27, 30Y 1636, 1642, 1643, 1660, 1662, 1663, 1664, 1666, 1667, 1668, 1669, 1671, 1673, 1715, 1726, 1727, 1848 6600, 6602, 6603, 6604, 6605, 6610, 6611, 6616, 6617, 6620, 6623, 6628, 6630, 6632, 6635, 6640, 6645, 6648, 6650, 6653, 6654, 6655, 6660, 6663, 6680, 6686, 6690 |